# Hanuszowce
Hanuszowce (słow. Spišské Hanušovce) – wieś (obec) na Słowacji w powiecie Kieżmark. Znajduje się na średniej wysokości 593 m n.p.m., u podnóża Magury Spiskiej, nad rzeką Rieka uchodzącą do Dunajca. Należy do etnograficznego regionu zwanego Zamagurzem. W 2011 liczyła 749 mieszkańców.
Pierwsza wzmianka o tej miejscowości pochodzi z 1313 r., ale historycy twierdzą, że osada powstała tutaj już w XIII wieku. Właściciel tych terenów, Kokosz Berzewiczy, przekazał Hanuszowce zakonowi bożogrobców z pobliskiego Lendaku. Zakonnicy ci sprowadzili tutaj osadników z Polski. W 1593 Hanuszowce zostały wykupione przez Györgya Horvátha – właściciela zamku w Niedzicy.
Miejscowość zabudowana jest w typowy na Spiszu sposób – domy gęsto jeden przy drugim, bezpośrednio przy głównej drodze prowadzącej przez wieś. Jest to droga krajowa nr 542 z Spiskiej Starej Wsi do Białej Spiskiej. Oprócz niej odchodzi od Hanuszowców przez Przełęcz Hanuszowską (821 m) droga do położonych w głębi Magury Spiskiej miejscowości Frankowa i Osturnia. Oryginalnych zabytków ludowego budownictwa spiskiego ostało się już niewiele. Do największych zabytków należą pochodzący z XIX w. kasztel, kościół św. Andrzeja (był gotycki, później został przebudowany w innym stylu) i kaplica przy skrzyżowaniu dróg.
Z Hanuszowców pochodzi znany współczesny astronom – Vojtech Rusin.
Tuż przy Hanuszowcach i złączona z nimi znajduje się dawniej samodzielna wieś Potok (dawniej nazywana Matiaszowskim Potokiem). Jest to najmłodsza wieś Zamagurza. Założyło ją w 1888 r. 14 polskich górali z Bukowiny Tatrzańskiej, Poronina i Zakopanego, którzy zakupili należący do Maciaszowców dwór wraz z jego ziemiami. W 2008 miejscowość ta liczyła 150 mieszkańców. We wsi jest używana gwara spiska, zaliczana przez polskich językoznawców jako gwara dialektu małopolskiego języka polskiego, przez słowackich zaś jako gwara przejściowa polsko-słowacka.